# 民权县
民权县是中华人民共和国河南省商丘市下辖的一个县。面积1238平方公里，户籍总人口为93.7万人。县人民政府驻绿洲街道。

## 人口
根据(河南省)商丘市第七次全国人口普查公报显示：民权县常住人口为746389人，男性人口占比49.48%，女性人口占比50.52%，年龄结构中0-14岁占比27.1%，15-59岁占比53.85%，60岁以上占比19.05%，65岁以上占比13.95%。
2020初民权县户籍人口93.7万人，常住人口70.07万人。

## 地理
民权县位于商丘市西北部，西接开封市的兰考县与杞县，东面和北面与山东省曹县毗邻，南面与梁园区、宁陵县和睢县相邻。

### 地形与气候
民权县位于黄河冲积扇南翼，地势由西北向东南倾斜，西北部与东南部的海拔分别为约70米和60米。县境以黄河故道为界，以北为高滩地，以南以沙碱地为主，形成不同的地貌。境内河流属淮河水系，主要河流有黄河故道、小堤河、通惠河等。气候上，民权县属大陆性暖温带季风气候，干旱和风灾较频繁，年平均气温14摄氏度，年均降雨量693.3毫米，年均日照2365小时。

## 历史
夏商时期称为戴邑，秦朝時為外黃縣，北魏時廢，隋朝恢復，唐朝貞觀時又廢。至民國初年此地原分屬睢縣、杞縣。1928年，河南省政府主席冯玉祥以孫逸仙三民主义中的“民权主义”為名，设「民权县」，县治驻李坝集。1932年，民权县划归河南省第二行政督察区管辖，1948年4月改属河南省第十二行政督察区。1949年5月，民权县划归商丘专区管辖。1958年12月，商丘专区撤销，改属开封专区。1961年12月恢复商丘专员公署，1969年改称地区行署，民权县属之。1997年6月，商丘地区撤销，设立地级商丘市，民权县属商丘市管辖。

## 行政区划
民权县下辖2个街道办事处、11个镇、6个乡：
绿洲街道、南华街道、人和镇、龙塘镇、北关镇、程庄镇、王庄寨镇、孙六镇、白云寺镇、王桥镇、庄子镇、双塔镇、野岗镇、伯党回族乡、花园乡、林七镇、胡集回族乡、褚庙乡、老颜集镇、商丘市农场和商丘市林场。

## 经济
民权县经济在传统上曾以农业为主，粮食作物有小麦、玉米、大豆、高粱等，经济作物有棉花、花生、油菜、芝麻、红麻等。河蟹养殖业也是民权的特色，2009年2月，民权被授予“中国河蟹之乡”的称号。20世纪50年代，民权县开始在黄河故道上开始葡萄种植，使民权成为全国著名的葡萄产地，并发展出葡萄酒产业。民权葡萄酒厂建于1958年，产品曾以“长城”品牌畅销国内外三十余年。20世纪90年代，民权葡萄酒厂因商标使用费原因放弃“长城”品牌，后一度衰败，至2005年宣布破产。直至2018年，民权葡萄酒被天明集团并购重组后，民权葡萄酒产业方从低谷中走出。除葡萄酒产业外，制冷产业也是民权县的特色产业。冰熊电器是河南省最早的上市公司之一，曾是中国第三大制冷家电或设备制造商，一度占有国内冷藏车市场70%的份额。但2002年后，冰熊电器因市场竞争逐渐衰落并最终被收购，民权的经济也因民权葡萄酒和冰熊电器的先后衰败而下滑，使民权从工业县一度重新沦为传统农业县。2006年，民权县的年财政收入6058万元，在当年河南省的县级财政排名中位列倒数第一。2008年后，民权县先后引入香雪海、澳柯玛、万宝等制冷企业及数十家制冷配件生产企业，重新发展制冷产业，并形成完整产业链。制冷产业目前已成为民权的主导产业，冰箱冷柜年产能1800万台，占全国的十分之一，冷藏保温车生产企业数量、产能和产量均占国内同行业的60%以上。
民权县曾属于国家级贫困县。2003年，人均生产总值为3605.5元，城镇居民人均可支配收入为4119元，农民人均纯收入为1363元，均低于全国平均水平。随着经济发展与脱贫攻坚战的开展，民权县已于2019年5月正式退出贫困县序列。2020年，民权县完成生产总值275.47亿元，其中第一产业62亿元，第二产业76.98亿元，第三产业136.48亿元，人均生产总值达36,879元，人均可支配收入18,790元。

## 交通

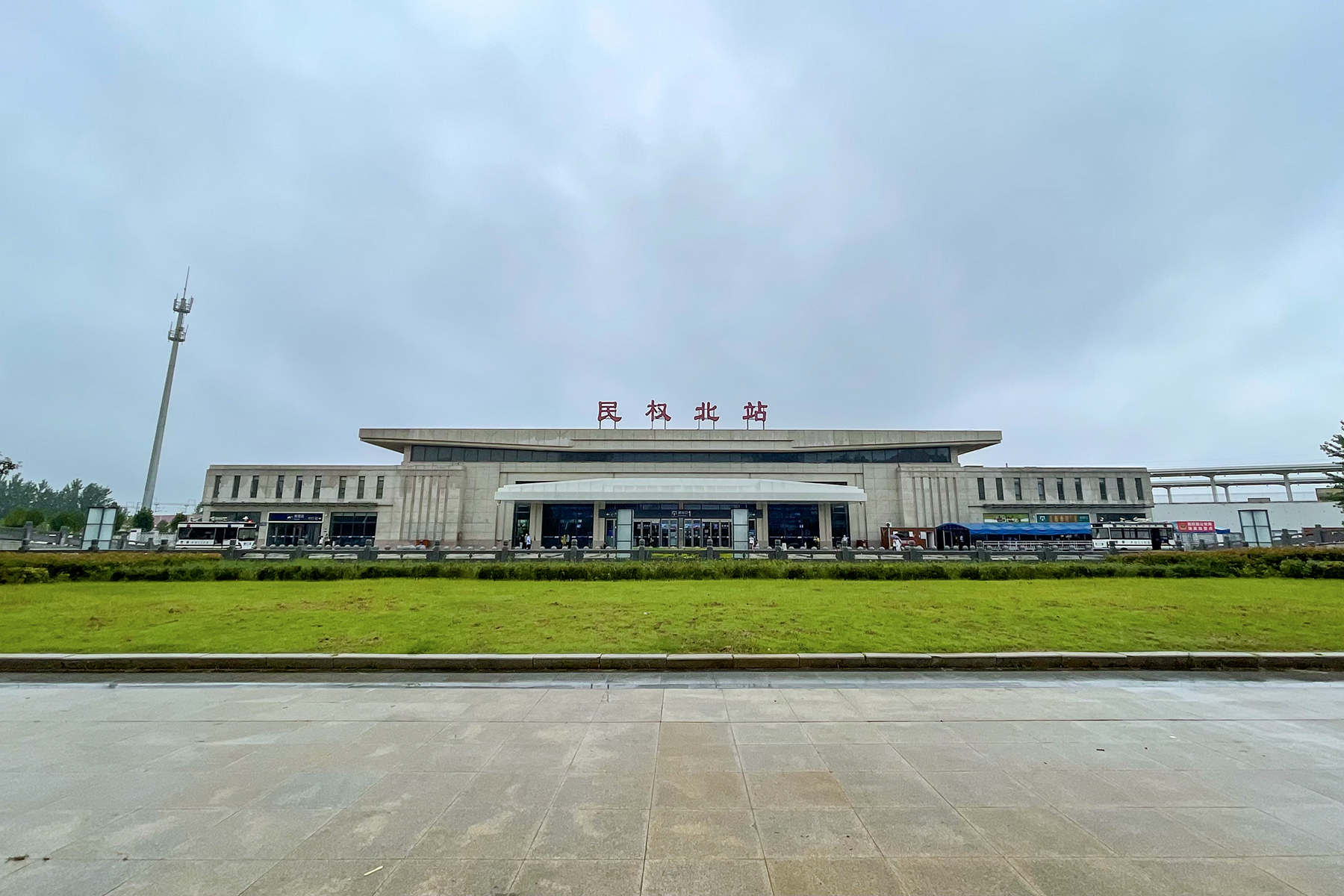
民权北站

陇海铁路与 徐兰高速铁路横贯民权县境。陇海铁路在民权县境内设3站，分别为民权站、野鸡岗站和内黄集站，其中只有民权站办理客运，为民权县的主要普速火车站。徐兰高速铁路在县城东北部设民权北站，为民权县的主要高速铁路车站。
公路方面， 连霍高速与 郑民高速为境内的主要高速公路，此外县境内还有 310国道、 213省道、 214省道、 216省道、 317省道等国省干道。
民权县境内设有一座机场——民权通用航空机场，为A2级通用机场，于2021年6月主体完工，2021年8月24日试飞成功。机场正式投运后，将从事工业、农业、林业、医疗卫生、抢险救灾、飞行培训、文化体育、旅游观光等通用航空活动。

## 医疗卫生
2019年末，民权县共有卫生机构29个（不包括村卫生室），其中包括医院5个、卫生院21个。医院和卫生院床位共3,220张。主要医院有民权县人民医院、民权县中医院、河南省人民医院豫东分院等。

## 特产
- 民权葡萄酒：中国国家地理标志产品。
- 河蟹[18]：中国渔业协会河蟹分会于2009年10月授予民权“中国河蟹之乡”的称号[8]。

## 著名人物
- 戴旭
- 許志永